# Justo Pastor Prieto
Justo Pastor Prieto Rojas (1897-1982) fue un intelectual paraguayo. Ejerció la enseñanza y el periodismo.

## Infancia y Estudios
Nació en Pilar del Ñeembucú el 15 de octubre de 1897 en un hogar formado maestros y políticos: Juan Pío Prieto, director del Colegio Nacional de Pilar y la educadora Concepción Rojas Acosta.
Inició sus estudios en su villa natal para trasladarse más tarde al Colegio San Luis de Asunción y luego al Colegio Nacional de la Capital de donde egresó bachiller en 1913. En la Facultad de Derecho obtuvo el doctorado con la tesis “Efectos jurídicos de las obligaciones naturales”. Desde entonces se dedicó a la enseñanza, al periodismo y a la política.

## Docencia
Ejerció el magisterio primero a nivel medio, en la Escuela Normal de Profesores y en la Escuela Militar. En la Universidad fue catedrático de Sociología, Derecho Civil y Economía Política. Desde 1928 ejerció como decano de la Facultad de Derecho y Ciencias Sociales. Nombrado Rector de la Universidad Nacional a los treinta años de edad.

## Actividad pública
Apenas terminados sus estudios secundarios, Prieto se inició como auxiliar de la Contaduría General y Dirección del Tesoro. Más tarde fue miembro de la Junta Municipal de Asunción. Militó en las filas del Partido Liberal.
Se desempeñó en el Parlamento, en el Senado y en el Ministerio de Justicia, Culto e Instrucción Pública durante los mandatos de los presidentes José Patricio Guggiari y Eusebio Ayala.
Fue ministro de Relaciones Exteriores del presidente José Félix Estigarribia. Representó al Paraguay en la reunión de Cancilleres de Panamá y de Lima.
Desterrado durante los gobiernos militares del coronel Rafael Franco y del general Higinio Morínigo, desarrolló gran parte de su labor intelectual en el exterior. Durante su exilio fue catedrático en las Universidades de Buenos Aires, La Plata y La Paz.
En 1949, ocupando la vicepresidencia del Partido Liberal publicó una biografía del doctor Eusebio Ayala, transcripción de una conferencia pronunciada en el ciclo de “Grandes civiles paraguayos” en la ciudad de Buenos Aires.
En el destierro desarrolló la difusión de la historia paraguaya entre las que destacan “La vida indómita de Augusto Comte, el apóstol de una religión sin Dios”, “18 meses de regresión política”, “Síntesis sociológicas”, “Ideas para la concepción de la juventud universitaria como poder espiritual”, “Sentido social de la cultura universitaria”. 
Luego del retorno a la patria prosiguió en su labor creadora. Los libros de su autoría son  consagrados a la historia, a la política, a la jurisprudencia y a la filosofía.

## Muerte y Legado
Vale destacar la valiosa obra “Paraguay, Provincia Gigante de las Indias”, texto de consulta obligada para los estudiosos del pasado paraguayo. Dos docenas de publicaciones fueron el legado de este hombre público. Se destacan “El problema del Paraguay Mediterráneo”, “Profesión de fe de una generación” y “Etapas del Liberalismo Paraguayo” .
Casado con Beatriz Mernes, tuvo dos hijos: Justo y Alex Victoria.
Falleció en Asunción el 29 de junio de 1982.
Por ordenanza 9/96 se aplica el nombre del doctor Prieto a una calle de Villa Aurelia, substituyendo un tramo de Lamas Carísimo desde la calle Teniente 1º Juan Giménez hasta su intersección con la Avenida Mariscal López, por una extensión de tres cuadras, continuando luego con el nombre de Concejal Vargas.